# Data link control
Data link control (DLC) — высокоуровневый протокол канала передачи данных в иерархии информационной модели OSI, немаршрутизируемый протокол; управление каналом передачи данных в вычислительных сетях, предоставляемый по канальным уровням. Сетевые карты имеют адрес DLC, который идентифицирует каждую карту; например, Ethernet и другие типы карт имеют 48-битный MAC-адрес, встроенный в прошивку карт при их изготовлении.
DLC — это транспортный протокол, используемый мэйнфреймовыми компьютерами и периферийными устройствами IBM SNA и совместимым оборудованием. В компьютерных сетях он обычно используется для связи между сетевыми принтерами, компьютерами и серверами, например, HP на своих серверах печати JetDirect. Хотя он широко использовался вплоть до выхода Windows 2000, версии от Windows XP и выше не включают поддержку DLC.